# Millor que mai
Millor que mai (originalment en anglès, Poms) és una pel·lícula còmica estatunidenca del 2019 dirigida per Zara Hayes, i protagonitzada per Diane Keaton, Jacki Weaver, Pam Grier, Celia Weston, Alisha Boe, Phyllis Somerville (en el seu darrer paper cinematogràfic), Charlie Tahan, Bruce McGill i Rhea Perlman. La pel·lícula segueix un grup de dones d'una comunitat de jubilats que decideixen formar un equip d'animadores. Es va estrenar als cinemes de l'Amèrica del Nord el 10 de maig de 2019 per la distribuïdora STX Entertainment. El 2021 es va estrenar el doblatge en català oriental central a TV3; també s'ha editat una versió doblada al valencià per a À Punt.

## Sinopsi
La Martha és una dona gran malalta de càncer i sense fills que decideix deixar el pis on ha viscut tota la vida per traslladar-se a una comunitat per a la gent gran a passar els seus últims dies. Allà es fa amiga de la Sheryl, una senyora molt alegre que, sense voler, l'anima a fer realitat el seu somni: convertir-se en animadora. Per aconseguir-ho, la Martha organitza un club d'animadores, però toparà amb l'oposició frontal de la directora de la comunitat. Amb l'ajuda del net de la Sheryl i l'animadora d'un institut, tirarà endavant el seu projecte.

## Repartiment
- Diane Keaton com a Martha
- Jacki Weaver com a Sheryl
- Rhea Perlman com a Alice
- Pam Grier com a Olive
- Celia Weston com a Vicki
- Alisha Boe com a Chloe
- Charlie Tahan com a Ben
- Phyllis Somerville com a Helen
- Carol Sutton com a Ruby
- Ginny MacColl com a Evelyn
- Patricia French com a Phyllis
- Bruce McGill com a Chief Carl
- Dave Maldonado com a Tom
- Afemo Omilami com a David
- Alexandra Ficken com a Paige
- Sharon Blackwood com a Gayle
- Karen Beverly com a Barbara
- Steve Kruth com a Ace

## Producció
El juliol de 2016 es va anunciar que Zara Hayes dirigiria la pel·lícula, a partir d'una història escrita per la mateixa Hayes i Shane Atkinson i un guió d'Atkinson. Nick Meyer, Rose Ganguzza, Celyn Jones, Kelly McCormick i Andy Evans són els productors de la pel·lícula, mentre que Meyer Schaberg i Marc Schaberg són productors executius, sota les seves marques Sierra/Affinity, Mad as Birds Films i Rose Pictures, respectivament. El maig de 2017 Diane Keaton i Jacki Weaver es van unir al repartiment de la pel·lícula. El juliol de 2018 Pam Grier, Rhea Perlman, Celia Weston, Phyllis Somerville, Alisha Boe, Charlie Tahan i Bruce McGill també s'hi van unir.
El rodatge principal va començar el juliol de 2018 a Atlanta.

## Publicació
El novembre de 2018, STX Entertainment va adquirir els drets de distribució estatunidencs de la pel·lícula per 8-9 milions de dòlars. Es va estrenar als Estats Units el 10 de maig de 2019. El 10 d'abril de 2021 es va emetre per primer cop el doblatge en català a TV3.

## Rebuda

### Taquilla
Als Estats Units i al Canadà, Millor que mai es va estrenar al costat de Pokémon: Detectiu Pikachu, Tolkien i The Hustle, i es va preveure que recaptés entre 7 i 10 milions de dòlars en 2.700 cinemes el seu primer cap de setmana. La pel·lícula va guanyar 1,5 milions de dòlars el primer dia, inclosos 225.000 de les previsualitzacions de la nit de dijous. Va acabar tenint un rendiment baix, ja que va debutar amb només 5,4 milions de dòlars i va acabar en sisena posició. En el seu segon cap de setmana, la pel·lícula va caure un 61% fins als 2,1 milions de dòlars, i va quedar novena.

### Resposta crítica
A l'agregador de ressenyes Rotten Tomatoes, la pel·lícula té una puntuació d'aprovació del 36% basada en 87 crítiques, amb una valoració mitjana de 4,9 sobre 10. El consens crític del lloc web diu: "Tot i que el repartiment és quelcom per alabar, Millor que mai malgasta les seves talentoses estrelles en una comèdia clixé que no respecta el grup demogràfic que intenta celebrar". A Metacritic, la pel·lícula té una puntuació mitjana ponderada de 36 sobre 100, basada en 17 crítics, la qual cosa indica "crítiques generalment desfavorables".
El públic enquestat per CinemaScore va donar a la pel·lícula una nota mitjana de "B+" en una escala d'A+ a l'F, mentre que PostTrak va informar que les dones de més de 25 anys (que representaven el 63% de la població demogràfica del cap de setmana d'obertura) li van donar una puntuació positiva del 81%.